# Nuno André Fernandes Lopes
Nuno André Fernandes Lopes (sinh ngày 27 tháng 11 năm 1998) là một cầu thủ bóng đá người Bồ Đào Nha thi đấu cho Gil Vicente F.C. ở vị trí tiền vệ.

## Sự nghiệp câu lạc bộ
Ngày 19 tháng 8 năm 2017, Lopes có màn ra mắt cho Gil Vicente trong trận đấu tại LigaPro 2017–18 trước Varzim.